# مسجد یادگارشاه
مسجد یادگارشاه مربوط به دوره تیموریان - دوره قاجار است و در استان آذر بایجان شرقی، بخش تسوج، کوچه مقبره واقع شده و این اثر در تاریخ ۲ مرداد ۱۳۸۷ با شمارهٔ ثبت ۲۳۰۴۳ به‌عنوان یکی از آثار ملی ایران به ثبت رسیده است.
مسجد یادگار شاه، مسجد سیدالشهداء نیز نامیده می‌شود. این مسجد در مرکز شهر، نزدیک خیابان اصلی واقع شده است طولش از شرق به غرب نزدیک به بیست متر و عرض آن در حدود ده متر می‌باشد سه گنبد ضربی آجری دارد. گویی سه چهار طاق یکنواخت را در کنار هم قرار داده‌اند قطر گنبدها چهار متر است. خواجه نشین‌های جنوبی هر یک ۴×۴ و خواجه نشین‌های شمالی هر سه ۴×۲ متر است. دو پنجره چوبی بزرگ مسجد را به سه قسمت تقسیم می‌کند. اکنون قسمت وسطی مفروش و مورد استفاده عموم قرار گرفته است. مسجد دو در دارد یکی از جانب شرق و دیگری از سوی غرب. تاریخ بنای مسجد در دست نیست اما سالخورده‌گان تسوج می‌گویند از پدران خود شنیده‌ایم که روایت کرده‌اند: یکی از شاهان صفوی هنگام جنگ با سلاطین عثمانی نذر کرده بود که چون بر دشمن غلبه یابد مسجدی در تسوج بنا کند حاجت‌اش برآورده شده و هنگام بازگشت این مسجد را بنا کرده نام مسجد یادگار شاه ماند؛ ولی نام بانی فراموش شده و اکنون کتیبه و سنگ نبشته‌ای در دست نیست تا نام بانی معلوم گردد فقط شیوه بنا و مصالح ساختمانی به کار رفته حکایت از قدمت مسجد می‌کند.